# Colpodium
Colpodium és un gènere de plantes herbàcias pertanyent a la família de les poàcies. És originari principalment d'Àsia però amb algunes espècies a certes muntanyes d'Àfrica. Comprèn 70 espècies descrites i d'aquestes, només 22 acceptades.
és un gènere de plantes de la família de les herbes, originària principalment d'Àsia, però amb algunes espècies a certes muntanyes d'Àfrica.
És un gènere de plantes de la família de les poàcies, ordre de les poals, subclasse de les commelínides, classe de les liliòpsides, divisió dels magnoliofitins.

## Taxonomia
- C. latifolium R. Br.